# Meiocardia vulgaris
Meiocardia vulgaris is een tweekleppigensoort uit de familie van de Glossidae. De wetenschappelijke naam van de soort is voor het eerst geldig gepubliceerd in 1845 door Reeve.
Rechter en linker klep van hetzelfde exemplaar:

Rechter klep
Linker klep